# ميدان حولي
ميدان حولي، منطقة من مناطق محافظة حولي في الكويت.
سميت بهذا الاسم لانتقال سكان حي الميدان في مدينة الكويت القديمة إليه، فأسموه ميدان حولي، لأنه يقع بالقرب من منطقة حولي.

## أبرز معالم المنطقة
- هندسة المنشآت العسكرية التابعة لـ وزارة الدفاع الكويتية.
- مسرح حولي + نقابة الفنانين الكويتية التابعة لـ وزارة الشؤون الاجتماعية والعمل.
- مرور حولي التابع لـ وزارة الداخلية الكويتية.
- المدرسة الأمريكية الدولية - الكويت
- إدارة تسجيل المواليد والوفيات في الكويت التابع لـ وزارة الصحة الكويتية.
- مخفر حولي التابع لـ وزارة الداخلية الكويتية.
- منطقة حولي التعليمية التابعة لـ وزارة التربية الكويتية.

بالإضافة إلى العديد من المطاعم والمحلات التجارية والمساجد والمدارس الخاصة.